# Pairumani
Pairumani ist eine Ortschaft im Departamento Cochabamba im südamerikanischen Anden-Staat Bolivien.

## Lage im Nahraum
Pairumani ist der zweitgrößte Ort des Kanton Vinto im Municipio Vinto in der Provinz Quillacollo. Pairumani liegt auf einer Höhe von 2759 m zwischen dem Gipfel des Cerro Tunari (5035 m) und der Stadt Vinto, am rechten, westlichen Ufer des Río Pairumani.

## Klima
Das Klima in der Hochebene von Cochabamba ist ein subtropisches Höhenklima, das im Jahresverlauf mehr durch Niederschlagsschwankungen als durch Temperaturunterschiede geprägt ist (siehe Klimadiagramm Cochabamba).
Der Jahresniederschlag liegt bei 500 mm und weist eine deutliche Trockenzeit von April bis Oktober auf. Die Jahresdurchschnittstemperatur liegt bei 18 °C, die Monatsdurchschnittswerte schwanken zwischen 15 und 20 °C, die Tageshöchstwerte erreichen zu allen Jahreszeiten 25 bis 30 °C.

## Verkehrsnetz
Von Cochabamba, der Hauptstadt des Departamentos, führt die Nationalstraße Ruta 4 in westlicher Richtung dreizehn Kilometer bis Quillacollo und weitere vier Kilometer bis Vinto. Von Vinto aus führt eine asphaltierte Landstraße nach Norden, erreicht nach drei Kilometern den Palast von Simón I. Patiño und nach weiteren drei Kilometern das Zentrum von Pairumani. Nach Norden hin wird die Ortschaft abgeschlossen durch den Parque Ecotourístico Pairumani.

## Bevölkerung
Die Einwohnerzahl der Ortschaft ist in den vergangenen beiden Jahrzehnten auf ein Mehrfaches angestiegen:
| Jahr | Einwohner | Quelle       |
| ---- | --------- | ------------ |
| 1992 | 191       | Volkszählung |
| 2001 | 443       | Volkszählung |
| 2012 | 1391      | Volkszählung |
| 2024 |           | Volkszählung |